# Planche (bande dessinée)
Pour les articles homonymes, voir Planche.

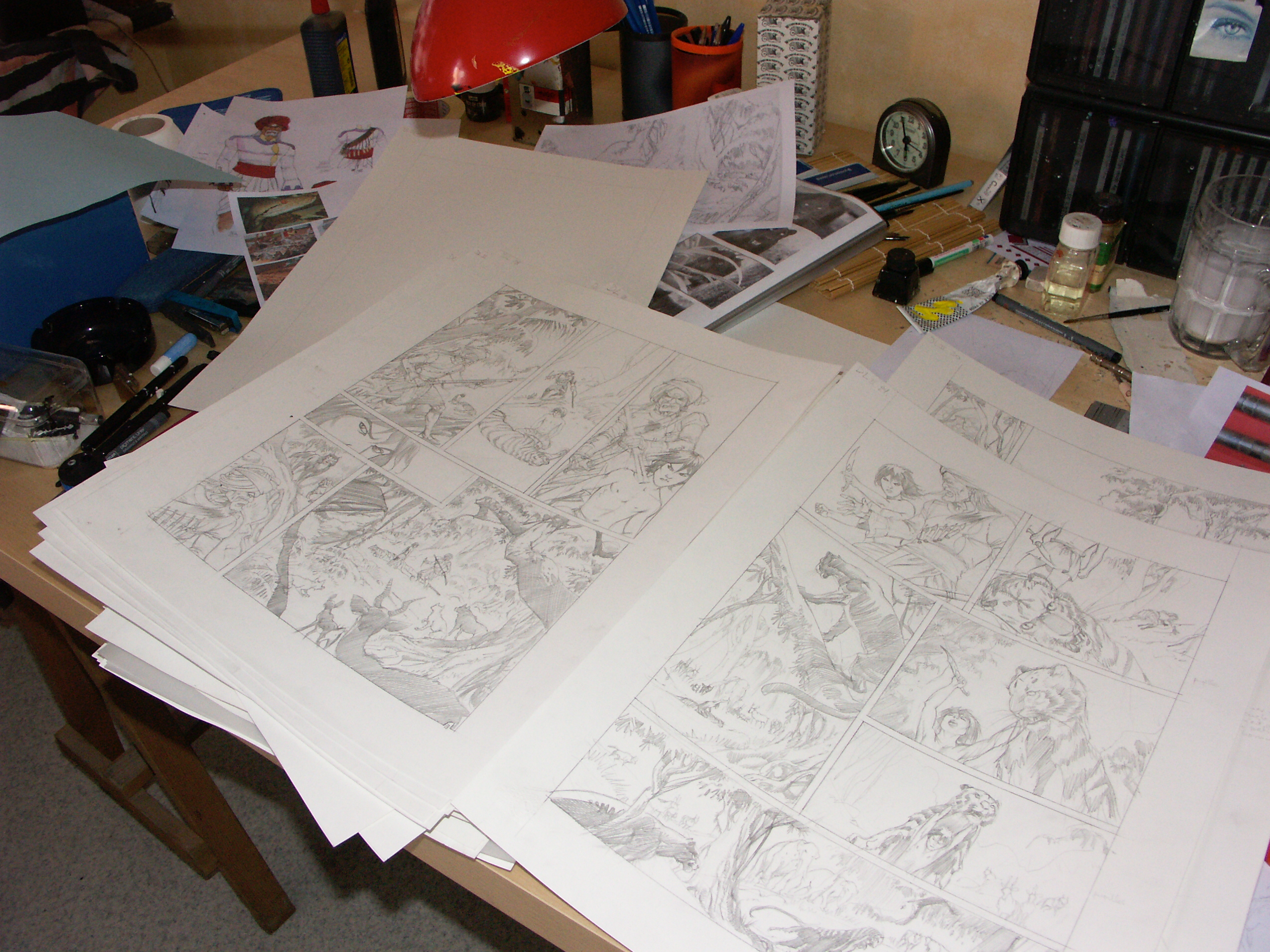
Planches en crayonné du Dernier Livre de la Jungle.

En bande dessinée, planche est le terme utilisé pour désigner la page,. Elle joue souvent un rôle dans la structure de la narration et notamment dans son découpage en séquences.
Une feuille de papier utilisée pour dessiner tout ou partie d'une page de bande dessinée est une planche originale.
Par extension, le terme est aussi utilisé pour désigner les reproductions de la planche, qu'elles soient matérielles ou numériques.

## Description physique
En général, une planche est de forme rectangulaire, elle comporte quatre marges sur son pourtour et des cases organisées souvent en bandes, l'espace entre les cases étant nommé gouttière. Une planche se retrouve souvent sur une page, parfois deux. La planche est organisée selon une composition, qui participe à la présentation et au récit.

## Les quatre conceptions de la planche
Selon que l'importance dominante soit accordée au récit ou au tableau (au dessin), et en fonction de l'autonomie ou de la dépendance récit/tableau, l'auteur Benoît Peeters distingue quatre grands modes d'utilisation de la page et de la case : une utilisation conventionnelle, une utilisation décorative, une utilisation rhétorique et une utilisation productive, que l'on visualise facilement sur une matrice 2 x 2 :
|                      | Autonomie récit/tableau     | Dépendance récit/tableau |
| -------------------- | --------------------------- | ------------------------ |
| Dominance du récit   | Utilisation conventionnelle | Utilisation rhétorique   |
| Dominance du tableau | Utilisation décorative      | Utilisation productrice  |